# 大雷夫
大雷夫，是匈牙利亚斯-瑙吉孔-索尔诺克州所辖的一个村，总面积29.79平方公里，总人口722，人口密度24.2人/平方公里（2010年1月1日）。